# Sygnalizacja kabinowa
Sygnalizacja kabinowa – system urządzeń używanych przez nowoczesne pociągi, pozwalający na przesyłanie informacji o stanie szlaku do kabiny maszynisty.
Bezpośrednią przyczyną rozwoju systemu sygnalizacji kabinowej był wzrost prędkości eksploatacyjnych pociągów. Przy prędkościach powyżej 160 km/h obserwacja sygnałów na szlaku przez maszynistę jest mocno utrudniona, stąd pomysł wyświetlania sygnałów na urządzeniach w kabinie. System używa urządzeń nadajników umieszczonych wzdłuż torów, przekazujących informację do kabiny maszynisty przy użyciu odbiorników zamontowanych w pociągu. Pierwszy system tego typu wprowadzono w latach 20. w Stanach Zjednoczonych i w latach 40. w Holandii.
Sygnalizacja kabinowa jest wykorzystywana przede wszystkim przez pociągi wysokiej prędkości, na przykład system LZB w Niemczech czy TVM na liniach po których poruszają się pociągi TGV. Ponieważ systemy te są wzajemnie niekompatybilne, w całej Europie wprowadzany jest system ETCS.